# Petr Vampola
Petr Vampola, född 21 januari 1982 i Žďár nad Sázavou, är en tjeckisk professionell ishockeyspelare som spelar för Växjö Lakers Hockey i Elitserien. Den 22 maj 2012 skrev han på ett ettårs-kontrakt med Växjö Lakers Hockey.

## Klubbar
- HC Žďár nad Sázavou, Moderklubb-1999
- VHK Vsetín, 1999-2004
- HC Bílí Tygři Liberec, 2003-2007
- HC Mountfield České Budějovice, 2005 (lån)
- HC Plzeň 1929, 2006-2009, 2009-2010
- Salavat Julajev Ufa, 2009
- Traktor Tjeljabinsk, 2010-2011
- Avangard Omsk, 2011
- Timrå IK, 2011-2012
- Genève-Servette Hockey Club, 2011-2012
- Växjö Lakers Hockey,  2012-